# North Esk
Il North Esk è un fiume scozzese dell'autorità unitaria dell'Angus e dell'Aberdeenshire. Nasce a 250 m di altezza sul mare sulle pendici dei Monti Grampiani. 

## Percorso
Il fiume si forma dalla confluenza dei ruscelli Water of Lee e Water of Mark, ad un'altitudine di 250 m, in un'area scarsamente popolata, le zone rurali dei Monti Grampiani, a circa due miglia a est del Loch Lee.
Per i primi dodici kilometri, il North Esk scorre in direzione est e quindi volge a sudest. Il North Esk sfocia infine nel Mar del Nord circa due kilometri a nord di Montrose, con un percorso totale di 47 km. 
Da un punto a circa quattro kilometri a nord di Edzell fino alla sua foce, il North Esk costituisce il confine tra le regioni dell'Angus e dell'Aberdeenshire, o fra le regioni storiche del Forfarshire e del Kincardineshire.
Circa cinque kilometri a sud si trova la foce del South Esk.

## Galleria d'immagini

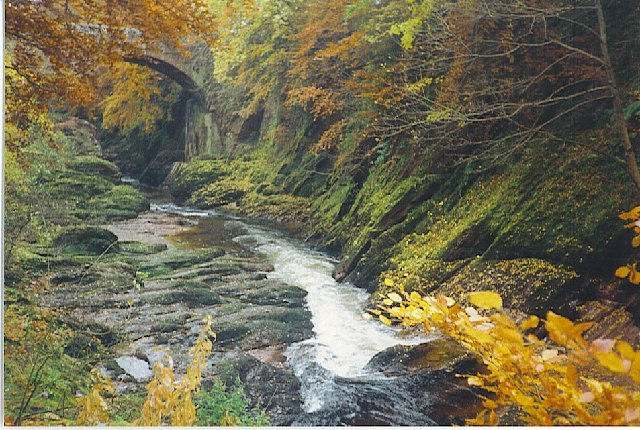
Il North Esk lungo il confine tra Angus e Aberdeenshire
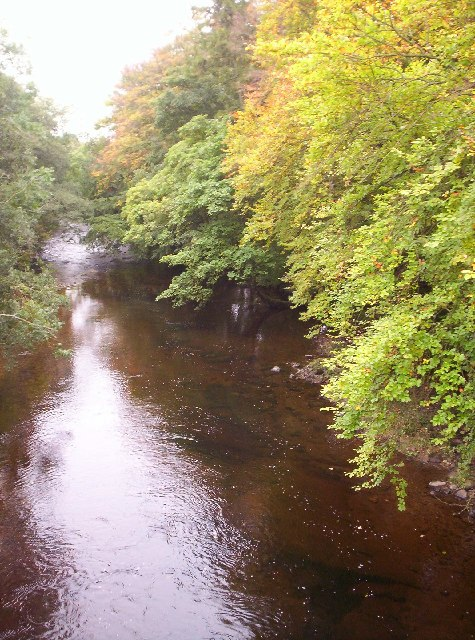
Il West Water, uno degli affluenti principali del North Esk